# Trinklied

Beim Biergenuss hält eine Gesangsgruppe in New Ulm das deutsche Erbe der amerikanischen Stadt lebendig (1974)

Ein Trinklied ist in der Musik eine Art des Lieds, das bei Veranstaltungen oder Situationen in Verbindung mit dem Konsum alkoholischer Getränke gesungen wird.

## Allgemeines
Für die Einordnung ist ausschließlich der Inhalt des Liedtextes heranzuziehen. Die alkoholischen Getränke sind oft im Musiktitel bereits erwähnt (Schnaps, das war sein letztes Wort). Das einzeln oder gemeinsam gesungene Trinklied verfolgt in erster Linie den Zweck, die festliche Laune und das Gemeinschaftsgefühl der Tisch- bzw. Trinkgesellschaft zu fördern. Viele Trinklieder werden auch als Karnevalslied verwendet.

## Geschichte
Eine Frühform des Trinklieds ist das von der Lyra begleitete Skolion (altgriechisch σκόλιον skolión, „schief, tückisch“) des griechischen Symposion ab dem 7. Jahrhundert vor Christus. Möglicherweise leitete sich daraus das römische „Trinken auf griechische Art“ (lateinisch more Graeco bibere) ab, das von Kurzformeln wie „auf Dein Wohl“ (lateinisch bene tibi) oder „lebe hoch“ (lateinisch vivas) begleitete Zuprosten bei Bacchanalien. Hier werden jedoch keine einfachen Trinklieder gesungen, sondern einen Dithyrambos, in dem kein Epitheton des Gottes Dionysos und keine Episode, die sich um seine Gestalt rankt, ausgelassen wird.

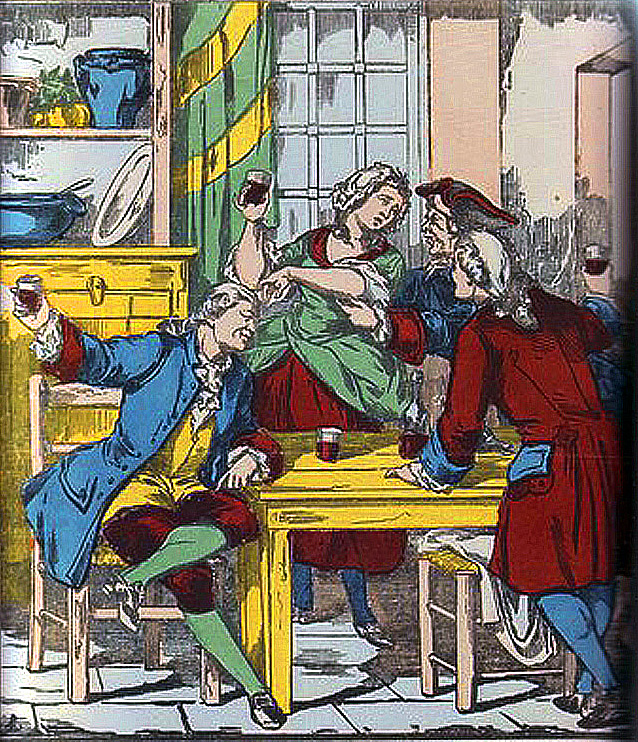
Französisches Trinklied des 18. Jahrhunderts

Trinklieder (lateinisch cantilena potatoria) waren im Mittelalter nicht selten. Zu den Trinkliedern gehörten auch die Zechgesänge der Vaganten, überliefert in der zwischen 1159 und 1265 entstandenen Sammlung des Archipoeta (deutsch „Erzpoet“), dessen Trinklied „Mir ist es vorherbestimmt, in der Taverne zu sterben“ (lateinisch Meum est propositum in taberna mori) noch heute nachklingt. In der um 1230 entstandenen Sammlung Carmina Burana nehmen Trink-, Spieler- und Liebeslieder einen großen Raum ein. Zu jener Zeit stammte ein großer Teil der Trinklieder aus der Feder von Mönchen.
Seit dem Spätmittelalter, und insbesondere aus der Renaissance sind uns zahlreiche Trinklieder überliefert, wie aus dem Œuvre von Hans Leo Haßler, Orlando di Lasso oder Oswald von Wolkenstein hervorgeht. Bereits damals sind Tendenzen zur spöttisch-kritischen Reflexion festzustellen, etwa bei Vitrum nostrum gloriosum, das ganz in der Art eines gregorianischen Gesangs angelegt ist, doch den Weingenuss besingt und mit diffizilen musikalischen Mitteln den geistlichen Stand verspottet. Im frühen 19. Jahrhundert schrieb Franz Schubert einige auch als „Trinklied“ bezeichnete Lieder, das erste im August 1813 mit dem Musiktitel „Cantata "Trinklied" ['Freunde, sammelt euch im Kreise'] für Bass, Männerchor und Piano (D 75)“.
Im späten 18. und im 19. Jahrhundert erfuhr das Trinklied eine besondere Pflege in den studentischen Kreisen: unzählige Spielarten des studentischen Liedgutes entstanden, wobei die Grenze zwischen dem eigentlichen Trinklied, den Scherz- und Spottliedern (manchmal historisierend angehaucht), Lumpenliedern, Wanderliedern und den politischen Liedern nicht immer deutlich zu ziehen ist. Für die gemeinsamen Kneipabende der Studenten wurden die Lieder in eigens dafür geschaffenen Kommersbüchern vereinigt, die sinnigerweise mit sogenannten Biernägeln versehen waren, um durch Berührung mit dem unweigerlich dabei fließenden Nass keinen Schaden zu nehmen. Die Tradition des studentischen Trinkliedes erstarrte in der Wilhelminischen Ära – neben dem Kanon des offiziellen Liedgutes traten kaum noch neue Lieder auf.
Der Irish Folk brachte zahlreiche Trinklieder hervor, so etwa von The Dubliners übernommene Traditional „Seven Drunken Nights“ (März 1967) über einen Betrunkenen, der erst nach mehreren deutlich sichtbaren Hinweisen erkennt, dass ihn seine Frau betrügt. In angelsächsischen Ländern sind Trinklieder (englisch drinking songs) ebenfalls sehr populär, wie der einem Trinkgelage folgende Kater (englisch hangover) in Kris Kristoffersons Sunday Morning Coming Down (Ray Stevens; Oktober 1969) oder Whiskey in the Jar von Thin Lizzy (Dezember 1972).
Moderne Trinklieder finden sich heute im Bereich des Partyschlagers (auch „Ballermann“- oder „Après-Ski“-Hits genannt), so etwa Dicht im Flieger von Julian Sommer (März 2022).

## Musikwissenschaft
Die Fachliteratur der Musikwissenschaft sieht als häufig verwendete Stilmittel des Trinklieds die Hervorhebung der Vorzüge des Weins (lateinisch amplificatio), die sittlichen Einsprüche (lateinisch minutio) und die Ironie. Eines der bekanntesten Thementypen des Wienerlieds ist das Trinklied. wie etwa die zahlreichen Lieder über den Heurigen.

## Beispiele
Hier eine Auswahl berühmter Trinklieder:

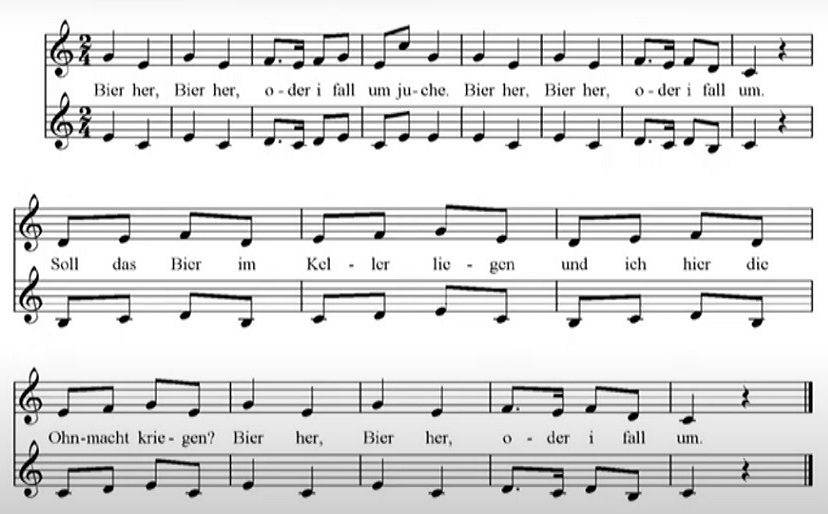
Stimmungs- oder Trinklied: Bier her, Bier her, oder ich fall um

| Musiktitel                                      | Interpret                                   | Veröffentlichung |
| ----------------------------------------------- | ------------------------------------------- | ---------------- |
| The Barley Mow                                  | unbekannt                                   | nach 1678        |
| Rheinweinlied                                   | Matthias Claudius, Johann André             | 1776             |
| Ergo bibamus                                    | Traugott Maximilian Eberwein                | 1813             |
| Ein Heller und ein Batzen                       | Rudolf Schäffer, Wanderlieder für Studenten | Dezember 1848    |
| Bier her, Bier her, oder ich fall um            | R Koß                                       | 1881             |
| Ein Prosit der Gemütlichkeit                    | Georg Lang                                  | Oktober 1898     |
| In München steht ein Hofbräuhaus                | Erwin Hartung                               | 1935             |
| Schütt’ die Sorgen in ein Gläschen Wein         | Willy Schneider                             | Oktober 1951     |
| Schnaps, das war sein letztes Wort              | Willy Millowitsch                           | November 1960    |
| No Bier, No Wein, No Schnaps                    | Gus Backus                                  | Februar 1962     |
| Little Old Winedrinker Me                       | Robert Mitchum, Dean Martin                 | August 1967      |
| Mir drinken us einer Fläsch/Drink doch eine met | Bläck Fööss                                 | September 1971   |
| Griechischer Wein                               | Udo Jürgens                                 | Dezember 1974    |